# Stadion Ruchu Radzionków
Stadion Ruchu Radzionków – nieistniejący stadion piłkarski przy ul. Narutowicza 11 w Bytomiu, w dzielnicy Stroszek-Dąbrowa Miejska, otwarty 16 czerwca 1973 i funkcjonujący w latach 1973–2018. Były domowy obiekt Ruchu Radzionków.

## Historia
Budowę stadionu w dzielnicy Stroszek rozpoczęto wiosną 1970 r. Całość inwestycji zajęła 6,5 ha powierzchni i kosztowała 9 mln ówczesnych złotych, z czego połowę zapewnił Wojewódzki Komitet Kultury Fizycznej w Katowicach, a pozostałą część sfinansowały miejscowe zakłady pracy i instytucje, zakładając w tym celu komitet społeczny. Jej zakres obejmował przede wszystkim wykonanie dwóch pełnowymiarowych, trawiastych boisk do piłki nożnej, trybun na wale ziemnym oraz budynku klubowego, stanowiącego zarazem część trybuny głównej. Prace wykonywali górnicy z KWK „Radzionków” i KWK „Bytom” oraz uczniowie podległych im szkół górniczych w ramach praktyk. W trakcie prowadzenia robót zdecydowano o powiększeniu trybun, by mogły one pomieścić 15 tys. widzów. Prace ukończono wiosną 1973 r., a oficjalne otwarcie obiektu nastąpiło 16 czerwca 1973. Uświetnili je swoją obecnością wojewoda katowicki Jerzy Ziętek oraz minister górnictwa i energetyki Jan Kulpiński.
Przez wiele lat stadion był własnością GKS Ruch Radzionków (poprzednika KS Ruch Radzionków). Na skutek długów likwidowanego klubu został sześciokrotnie poddany licytacji komorniczej. W wyniku ostatniej z nich, 9 grudnia 2015 teren wraz z boiskiem głównym, trybunami i budynkiem klubowym nabyła Bytaqua Sp. z o.o. S.K.A. z Bytomia. Pierwotnie nowy właściciel zamierzał przeznaczyć nieruchomość pod budownictwo mieszkalne, jednak na mocy zawartego na początku 2016 r. porozumienia pozwolił użytkować klubowi obiekty do celów sportowych przez 2,5 roku (do końca czerwca 2018 r.). Zgodnie z obowiązującym od 2011 r. studium uwarunkowań i kierunków zagospodarowania przestrzennego Gminy Bytom działka sprzedanego stadionu mogła być przeznaczona wyłącznie na obiekty sportowo-rekreacyjne lub obiekty usługowo-handlowe. 2 czerwca 2018 podczas ligowego (IV liga grupa śląska I) meczu Ruchu ze Spartą Lubliniec (1:1) odbyło się oficjalne pożegnanie stadionu przez kibiców i władze klubu, jednak - na skutek zakwalifikowania się Ruchu do baraży o awans do III ligi - ostatnie spotkanie na nim zostało rozegrane 20 czerwca 2018 przeciwko Polonii Bytom (zwycięstwo Ruchu 2:1, dające awans). 3 lipca 2018 rozpoczęła się rozbiórka obiektu, a 30 maja 2019 otwarto pierwszy z obiektów kompleksu handlowo-usługowego o powierzchni 34 tys. m², wybudowanego w miejscu dawnego stadionu.

## Specyfika obiektu
Od momentu oddania do użytku stadion na Stroszku stanowił własność GKS Ruch Radzionków, który był jednocześnie jego zarządcą i użytkownikiem. Problemy finansowe klubu na początku XXI wieku, spowodowane w głównej mierze spadkiem z ówczesnej I ligi w sezonie 2000/2001, doprowadziły do jego likwidacji. Utworzony 1 lipca 2005 spadkobierca – KS Ruch Radzionków był użytkownikiem obiektu, lecz pieczę nad stadionem objął komornik, mający na celu jego zlicytowanie i zbycie. Przejęcie obiektu przez samorząd gminny okazało się niemożliwe do zrealizowania na skutek specyficznych okoliczności. Stadion zlokalizowany był w graniach administracyjnych Bytomia, którego - do 31 grudnia 1997 - dzielnicą był Radzionków. 1 stycznia 1998, z chwilą odłączenia się Radzionkowa od Bytomia i utworzenia tym samym samodzielnej gminy miejskiej Radzionków doszło do sytuacji, w której klub z siedzibą w Radzionkowie był gestorem obiektu w innej gminie. Po likwidacji klubu żaden z obydwu samorządów gminnych nie miał interesu w nabyciu go, a komunalizacja nie była możliwa ze względów formalnych.